# Поляк, Мирослав
Мирослав Поляк (хорв. Miroslav Poljak; 3 сентября 1944, Загреб, Независимое государство Хорватия — 2 ноября 2015, Загреб, Хорватия) — югославский ватерполист, чемпион летних Олимпийских игр в Мехико (1968).

## Спортивная карьера
Юниорскую карьеру начал в 1960 г. под руководством тренера Юрая Амшела.  С 1960 по 1976 гг. выступал за ватерпольный клуб «Младост» из Загреба. Четырежды становился чемпионом СФРЮ (1962, 1967, 1969 и 1971), а также победителем зимнего чемпионата Югославии (1961, 1962 и 1964).
В составе «Младости» четырежды побеждал в ватерпольном Кубке европейских чемпионов (1967, 1968, 1969 и 1971), а также выиграл Суперкубок Европы в 1976 г. Четыре раза признавался лучшим бомбардиром Европы и самым эффективным игроком национальной сборной.
Был бронзовым призёром чемпионата Европы в Утрехте (1966).
На летних Олимпийских играх в Мехико (1968) с партнёрами по сборной Югославии стал обладателем золотых медалей, был одним из лучших бомбардиров турнира, забив 13 голов.
В 2010 г. был награждён премией им. Матии Любека Олимпийского комитета Хорватии за прижизненные достижения, а в 2009 г. был удостоен ордена Утренней звезды Хорватии Франьо Бучара.